# Clive Tanis Stadium
Clive Tanis Stadium – stadion piłkarski w Port Elizabeth, na wyspie Bequia w Saint Vincent i Grenadynach. Obiekt mieści 1000 osób.